# Gabriel-Beniamin Leș
Gabriel-Beniamin Leș (n. 23 decembrie 1975, Satu Mare, România) este un senator român, ales în 2016. A fost ministru al apărării în perioada 5 ianuarie 2017 – 29 iunie 2017, numit a doua oară în perioada 20 noiembrie 2018 - 4 noiembrie 2019.